# Tiro ai Giochi della V Olimpiade - Bersaglio mobile colpo doppio individuale
La competizione del bersaglio mobile colpo doppio individuale  di tiro a segno ai Giochi della V Olimpiade si tenne il 3 luglio 1912 a Råsunda, Solna, Stoccolma. 

## Risultati
| Pos.    | Atleta               | Nazione     | Punti |
| ------- | -------------------- | ----------- | ----- |
| Oro     | Åke Lundeberg        | Svezia      | 79    |
| Argento | Edward Benedicks     | Svezia      | 74    |
| Bronzo  | Oscar Swahn          | Svezia      | 72    |
| 4       | Alf Swahn            | Svezia      | 68    |
| 5       | Per-Olof Arvidsson   | Svezia      | 68    |
| 6       | Anders Lindskog      | Svezia      | 67    |
| 7       | Erik Sökjer-Petersén | Svezia      | 65    |
| 8       | Emil Lindewald       | Svezia      | 64    |
| 9       | Gustaf Lyman         | Svezia      | 61    |
| 10      | Charles de Jaubert   | Francia     | 60    |
| 11      | Walter Winans        | Stati Uniti | 59    |
| 12      | Hjalmar Frisell      | Svezia      | 58    |
| 13      | Johan Ekman          | Svezia      | 58    |
| 14      | Wilhelm Dybäck       | Svezia      | 57    |
| 15      | Bill Leushner        | Stati Uniti | 49    |
| 16      | Heinrich Elbogen     | Austria     | 48    |
| 17      | Erland Koch          | Germania    | 47    |
| 18      | Albert Preuß         | Germania    | 47    |
| 19      | Dmitry Barkov        | Russia      | 39    |
| 20      | Vasily Skrotsky      | Russia      | 32    |